# ساندیلیانو
ساندیلیانو (به ایتالیایی: Sandigliano) یک کومونه در ایتالیا است که در استان بیه‌لا واقع شده‌است. ساندیلیانو ۱۰٫۲ کیلومتر مربع مساحت و ۲٬۷۳۱ نفر جمعیت دارد و ۳۲۳ متر بالاتر از سطح دریا واقع شده‌است.